# Johann Haßlwanter

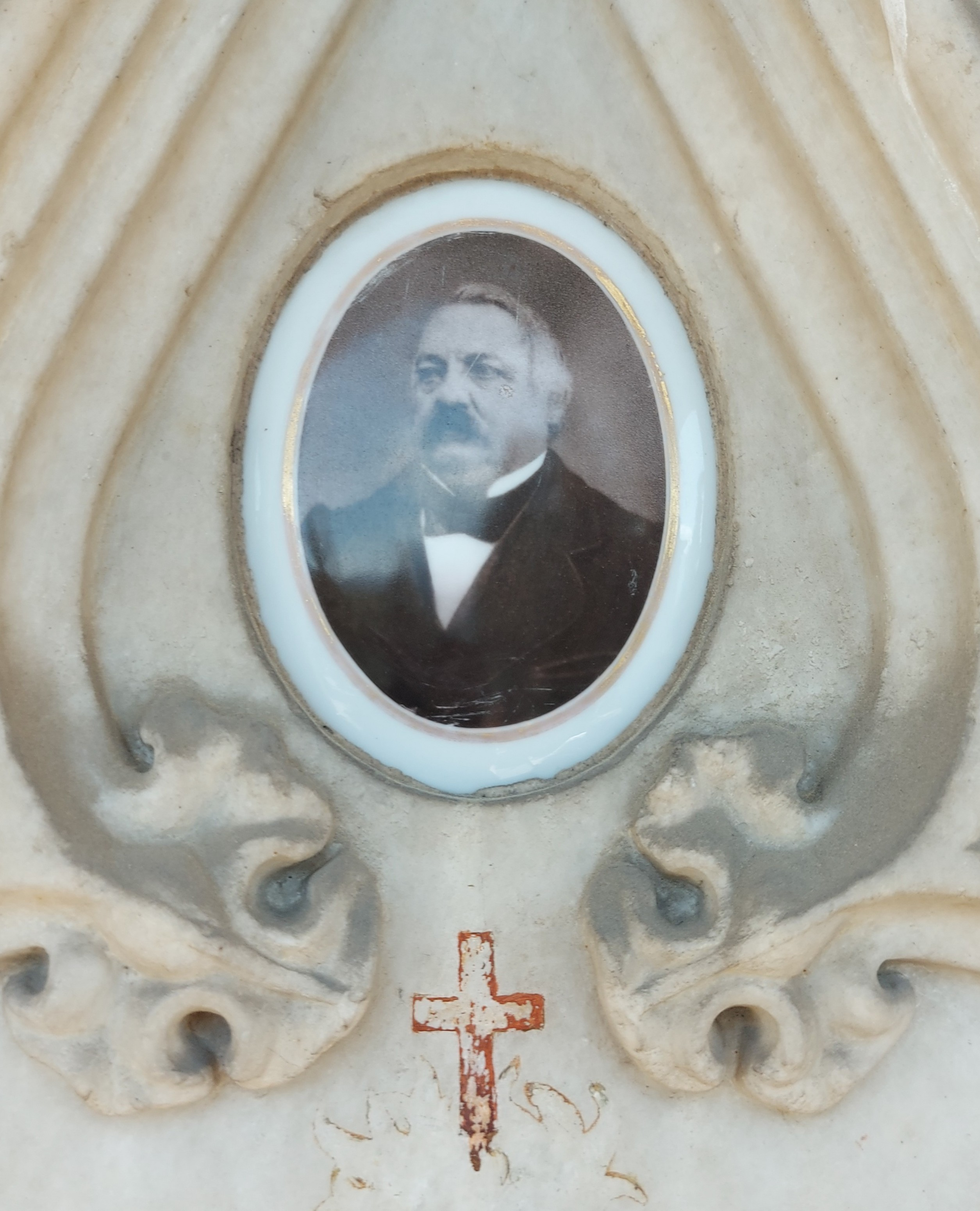
Porträt des Landeshauptmannes auf dem Grabstein der Familie am Tiroler Landesfriedhof Mariahilf

Johann Haßlwanter (* 5. Mai 1805 in Innsbruck; † 15. Juni 1869 ebenda) war ein konservativ gesinnter österreichischer Politiker und Landeshauptmann von Tirol von 1867 bis 1869.

## Ausbildung und beruflicher Werdegang
Der Vater von Johann Haßlwanter stammte vom Silzerberg und war Leibkutscher des adeligen Damenstiftes. Diese Stellung erlaubte es ihm, seinem Sohn, der schon in jungen Jahren durch eine außerordentliche Rednergabe aufgefallen war, den Besuch des Gymnasiums zu ermöglichen. Nach der Gymnasialzeit widmete sich Haßlwanter dem Studium der Rechtswissenschaften, das er 1828 an der Universität Innsbruck mit Auszeichnung abschloss. Am 11. Februar promovierte er zum Doktor der Rechte. Nach einer einjährigen Gerichtspraxis wechselte Haßlwanter zum k.k. Fiskalamt, wo er bis 1833 seinen Dienst versah. Noch nicht 25 Jahre alt, wurde er Supplent an der Innsbrucker Leopold-Franzens-Universität und hielt ab 1830 Vorlesungen über römisches und kanonisches Recht. In dieser Zeit legte er auch die Kriminalrichter-, Zivilrichter- und Advokatenprüfung ab. In Lienz lernte Haßlwanter Anna Golser kennen, die er am 22. Juli 1833 heiratete. Im Mai 1837 übersiedelte Haßlwanter, der in der Zwischenzeit zum k.k. Dikasterial-Advokat aufgestiegen war, mit seiner Frau nach Innsbruck. Durch seinen fortwährenden, unmittelbaren und ausgedehnten Verkehr mit dem Volk lernte er Land und Leute und sämtliche Rechts- und politischen Verhältnisse in Tirol kennen, was im später als Politiker von großem Nutzen war. Besonders beschäftigte den jungen Advokaten die Waldregalfrage.

## Politische Laufbahn
1823 trat er der burschenschaftlichen Studentenverbindung Libera Germania Innsbruck bei. Im Revolutionsjahr 1848 nahm Haßlwanters Leben eine entscheidende Wende. Bei der Wahl zur Deutschen Nationalversammlung wählten ihn die Gerichte Lienz, Matrei, Sillian, Welsberg und Ampezzo zu ihrem Abgeordneten. In Frankfurt beteiligte er sich nicht nur an den Sitzungen in der Frankfurter Paulskirche, sondern nützte seinen Aufenthalt auch, um sich weiterzubilden. Sein besonderes Verdienst als Jurist bestand in seinem Einsatz für die Grundentlastung, an deren Reform er als Abgeordneter im Reichstag entscheidenden Anteil hatte. Gleichzeitig gehörte Haßlwanter dem Provinziallandtag von 1848 und dessen verstärktem Ausschuss an. Am 7. August 1849 wurde Haßlwanter wegen seiner ausgezeichneten Kenntnisse der Tiroler Rechtszustände zum Generalprokurator und Hofrat beim Oberlandesgericht ernannt. Wenig später erfolgte die Bestellung zum Ministerialkommissär zur Durchführung der Grundentlastungsgesetze in Tirol und Vorarlberg und zum Präsidenten der Grundentlastungs-Landeskommission. Die Oktoberunruhen zwangen Haßlwanter Wien zu verlassen. In Kremsier, wo der Reichstag seine Sitzungen fortsetzte, trat er besonders für die Rechte der katholischen Kirche ein. Für die vorbildlichen Leistungen in diesen Funktionen wurde er vom Kaiser mit dem Ritterkreuz des Franz-Josef-Ordens ausgezeichnet. Haßlwanter gehörte dem Innsbrucker Bürgerausschuss an und stand von 1852 bis 1854 der Innsbrucker Sparkasse vor. Auf seine Initiative geht die Tiroler Brandversicherung zurück. 1861 entsandte ihn die Landeshauptstadt Innsbruck in den Tiroler Landtag, in dem er zum Hauptführer der Konservativen im Kampf um die Glaubenseinheit wurde. Die Gemeinden Zirl, Inzing, Oberperfuß und Leutasch haben Haßlwanter für seine Haltung in der Religionsfrage das Ehrenbürgerrecht verliehen. Von 1861 bis 1863 war Hofrat Haßlwanter unter von Klebelsberg und von 1863 bis 1867 unter Kiechl Landeshauptmannstellvertreter. Am 15. Februar 1867 ernannte ihn Kaiser Franz Josef zum Landeshauptmann von Tirol. Während seiner Amtszeit wurde die Einführung des landwirtschaftlichen Fortbildungsunterrichtes und die Errichtung landwirtschaftlicher Lehranstalten beschlossen. Gesundheitlich schon geschwächt, reiste er im Frühjahr 1869 nach Wien, wo er seine letzte große Aufgabe, die ihm am Herzen lag, erfüllte. Er erreichte an der Spitze einer Tiroler Deputation die Wiedererrichtung der medizinischen Fakultät. Haßlwanter verstarb kurz nach seiner Rückkehr nach Tirol am 15. Juni 1869.